# 宇宙引力波背景辐射
宇宙引力波背景辐射是宇宙引力波的背景辐射。在宇宙中的電子與質子未結合在一起時，宇宙中的粒子呈現電漿態，所以還沒有光子的形成，因此無法用各種觀測射線的望遠鏡來觀察，而透過觀測重力波，可以了解古老的宇宙引力波的分佈。